# Clay (Wirginia Zachodnia)
Clay – miasto w Stanach Zjednoczonych, w stanie Wirginia Zachodnia, siedziba administracyjna hrabstwa Clay.